# Berthold Grau
Berthold Grau (* 1910/1911; † 3. Oktober 1966) war ein deutscher Eisenbahningenieur.

## Leben
Nach seiner Diplomprüfung im Fach Eisenbahnbau arbeitete Grau 16 Jahre lang bei der Deutschen Reichsbahn. Anschließend lehrte er an der Technischen Hochschule Dresden sowie der Hochschule für Verkehrswesen 16 Jahre lang Eisenbahnbau. Am 1. Januar 1957 wurde der Diplom-Ingenieur mit der Wahrnehmung einer Professur mit Lehrauftrag für Eisenbahnlinienführung und Bahnhofsgestaltung an der Fakultät für Verkehrsbauwesen der Hochschule für Verkehrswesen beauftragt. Zum 1. September 1961 wurde er zum Professor auf diesem Lehrstuhl ernannt. Er war bis zuletzt Leiter dieses Lehrstuhls am Institut für Gleisanlagen der HfV.
Grau starb am 3. Oktober 1966 im Alter von 56 Jahren, vier Tage nach Abschluss seines Manuskripts für den ersten Band seines Buches Bahnhofsgestaltung. Am 1. September 1967 übernahm Günter Schümberg die kommissarische Leitung des Lehrstuhls.
Grau war Mitglied der Fachgruppe Verkehr im Forschungsrat der DDR.